# HMS Trincomalee
HMS Trincomalee — 38-пушечный парусный фрегат Королевского флота, построенный из тика. Единственный британский корабль, названный в честь боя у Тринкомали (1782). Один из двух сохранившихся британских фрегатов Века паруса (второй — HMS Unicorn).
«Тринкомали» был последним кораблем Англо-Французской эскадры контр-адмирала Дэвида П. Прайса, покинувшим Авачинскую бухту г. Петропавловска 18 июня 1855 года после подъёма на нём парламентёрского флага и обмена пленными.
С 1986 года — корабль-музей в городе Хартлпул, Великобритания.

## Постройка
Фрегат «Тринкомали» относится к многочисленному типу Leda из 32 кораблей, строившихся с 1800 по 1830 год. Водоизмещение 1447 метрических тонн (1066 английских тонн по традиционному обмеру). Длина по гон-деку 45,83 м, по килю 38,2 м, ширина 12,17 м, глубина трюма 3,89 м. Строился как 38-пушечный. Несколько раз перевооружался. Осадка с балластом 3,8 м. После реставрации поставлены новые мачты со смотровыми площадками. Фрегат имел экипаж до 300 человек и нес на борту 46 пушек.
Из-за нехватки в Британии корабельного дуба строился в Индии из прочного и очень долговечного тропического тикового дерева, что и обеспечило его уникальную сохранность.
Заказан 30 октября 1812 года. Заложен 25 апреля 1816 года на военно-морской верфи в Бомбее, Индия. Строился потомственными кораблестроителями семьи Вадия. Спущен на воду 12 октября 1817 года. Достроен в 1818 году, и немедленно сделал переход на королевскую верфь в Портсмут (Англия).

## Служба в Королевском флоте
Прошёл оснащение, но в связи с окончанием войны выведен в резерв. Стоял в Портсмуте, в резерве до 1845 года, после чего был перевооружен (число орудий уменьшено, а калибр увеличен) и переклассифицирован в корвет 6 ранга.
В 1847 году был введен в строй (капитан Ричард Уоррен, англ. Richard Laird Warren), покинул Портсмут 6 ноября прибыл на Бермуды, затем перешел в Вест-Индию. Служил на Североамериканской и Вест-Индской станции, участвовал в подавлении беспорядков на Гаити, помог предотвратить угрозу вторжения на Кубу, патрулировал для пресечения работорговли.
В июне 1850 года вернулся в Девонпорт, где выведен в резерв и рассчитан.

### Участие в Крымской войне и событиях в Петропавловске
В 1852 году после ремонта и оснащения был возвращен в строй, капитан Уоллес Хьюстон (англ. Wallace Houstoun). Покинул Великобританию, чтобы присоединиться к англо-французской Тихоокеанской эскадре (11 боевых кораблей) на западном побережье Америки, с базой на Ванкувер.
По пути к союзной эскадре Trincomalee встретился с русским фрегатом «Аврора», следовавшим в Петропавловск. На обоих кораблях едва успели опознать друг друга, и тут же потеряли из виду в густом тумане. Английский корвет ещё не имел никаких указаний относительно русских судов (как и капитан «Авроры» И. Н. Изыльметьев насчёт английских), к тому же бой с заведомо более сильной Авророй был Trincomalee не выгоден.
С 1853 года Тринкомали принимал участие в Крымской войне на тихоокеанском театре военных действий, входил в Англо-Французскую эскадру контр-адмирала Дэвида П. Прайса, но в 1854 году в атаке Петропавловска участие не принимал.
3 июня 1855 года фрегат зашел на рейд Авачинской бухты Петропавловска. На фрегате был поднят парламентёрский флаг и через американца Чейза англичанами был предложен размен пленных.
9 июня адъютант генерал-губернатора есаул Мартынов отправился на Trincomalee на переговоры, и 14 июня, взамен трёх русских матросов (взятых в плен на плашкоуте в августе 1854 года) передал одного англичанина и одного француза.
18 июня 1855 года Trincomalee покинул Авачинскую бухту.

### После войны
В 1856 году перебазировался в Эскимальт. Совершил походы к Сандвичевым островам и к Аляске. Демонстрировал флаг у о-вов Пасхи и Питкэрн. В октябре получил приказ возвращаться в Англию через мыс Доброй Надежды и Атлантику.
5 сентября 1857 года Trincomalee возвращается в Англию. Спустя неделю разоружен, сняты мачты, превращен в блокшив.
Закончил службу в Королевском флоте в качестве учебного корабля. В 1895 году был выведен в резерв и два года спустя продан на слом.

## Гражданская служба
19 мая 1897 года «Тринкомали» был куплен предпринимателем Джорджем Уитли Коббом, восстановлен и переименован в Foudroyant в честь предыдущего Foudroyant, погибшего в 1897 году (при Абукире был флагманским кораблем адмирала Нельсона).
Служил жилым учебным и прогулочным судном, снялся в кино «Леди Гамильтон» и пережил бомбардировки Второй мировой.
Оставался в строю до 1986 года, после чего в 1992 году был восстановлен и переименован обратно в Trincomalee, получил статус музея.
Trincomalee считается самым старым английским кораблем, остающимся на плаву, поскольку HMS Victory, хотя и старше его на 52 года, находится в сухом доке.

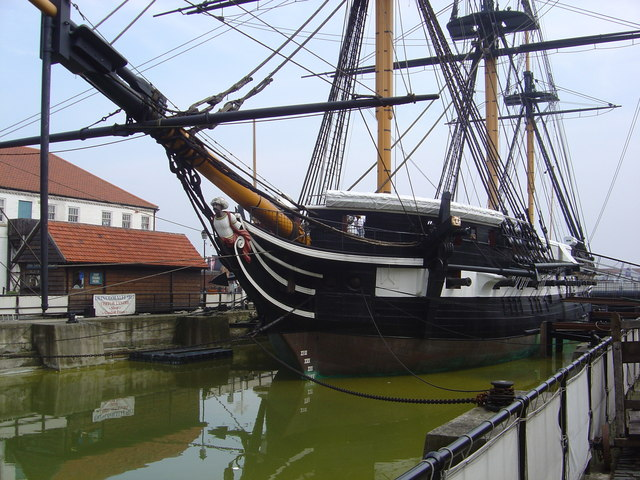
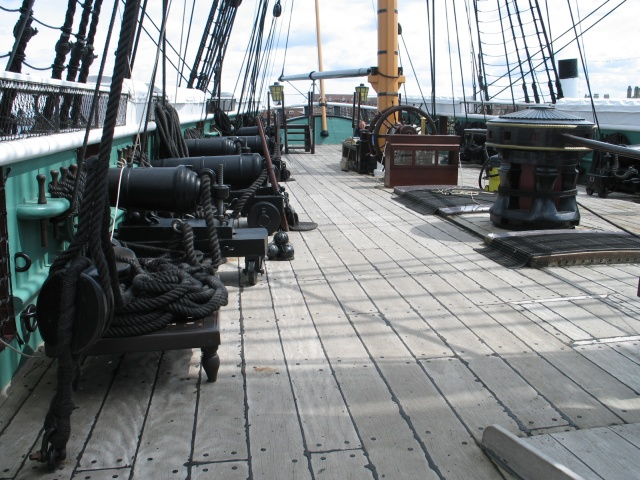
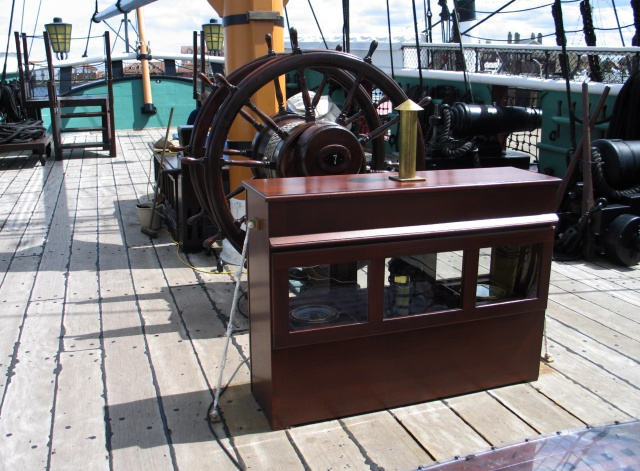
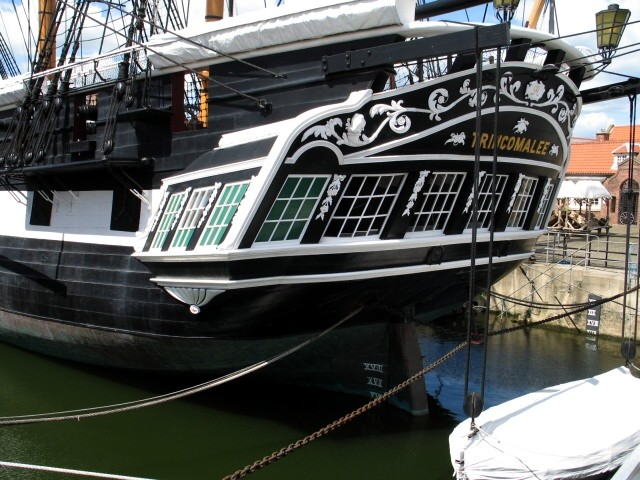